# Blonda

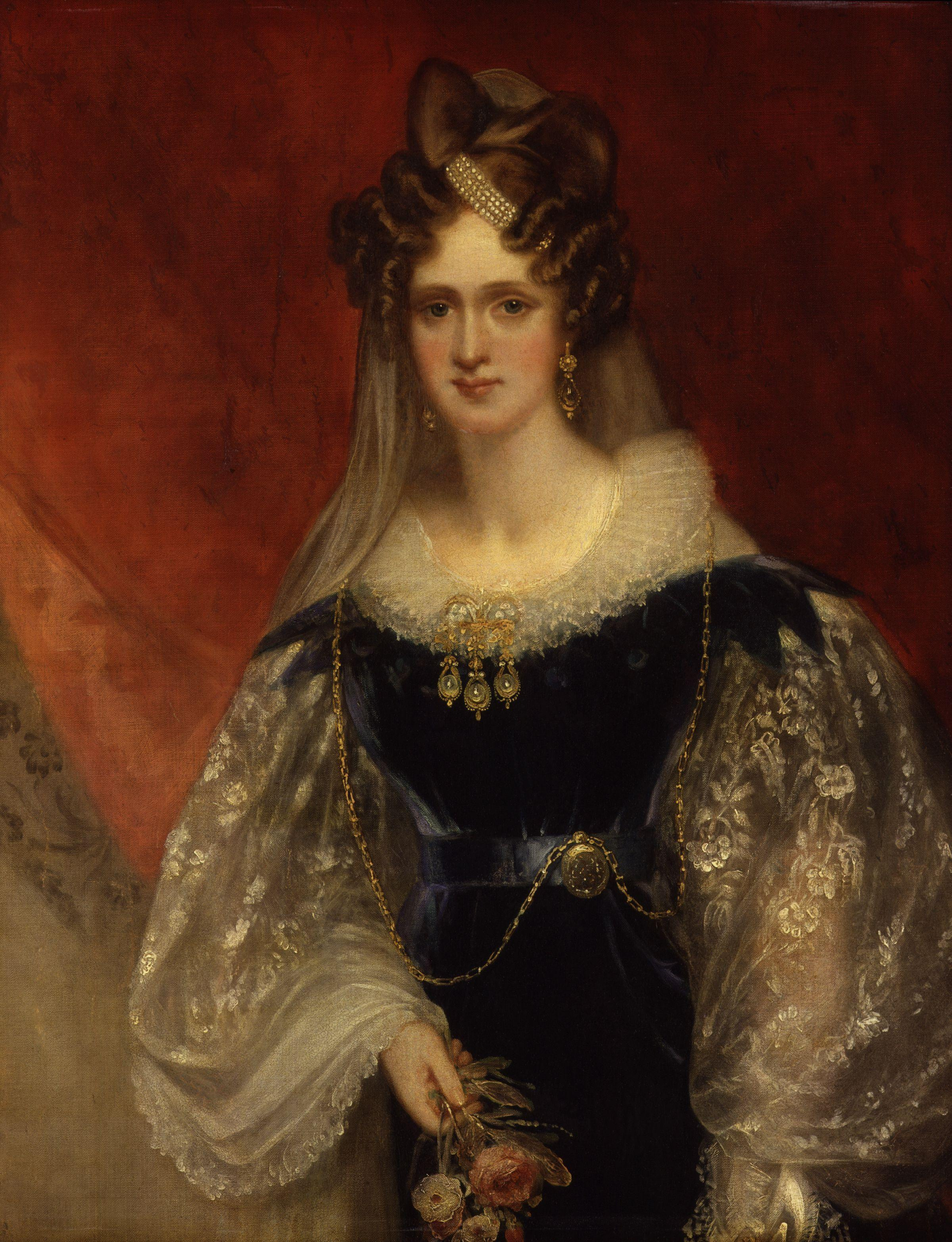
La reina consorte Adelaida con trabajos de blonda, c. 1830.

La blonda es un tejido de encaje de bolillos, realizado en hilo de seda con el que se hacen cuellos, puños y, sobre todo, mantillas con dibujos apropiados a la forma de la prenda. Las primeras blondas se fabricaban con seda en su color natural, o blonde, que en francés significa rubio, refiriéndose al color blanco amarillento de la seda sin teñir; más adelante se realizaron en seda teñida de negro.
La blonda es muy similar al encaje diferenciándose de él, en rigor, tan sólo en la finura de los hilos, —se emplea seda en lugar de lino— y en que el bordado de flores con hilo suave y grueso hace que el dibujo quede realzado. Por eso, resulta más bella, delicada y de mayor coste.

## Fabricación artesanal
Antes de la mecanización de su fabricación, la blonda se elaboraba como el encaje, por medio de bolillos de madera pulimentada que constaban de tres partes:
- Un mango por donde la operaria tomaba el palillo para moverlo.
- Una garganta a modo de carrete por donde se devana el hilo de seda.
- Una cabeza con su garganta para sujetar la hebra.

En el siglo XIX el centro más importante de producción de blondas en España se situaba en Almagro, siendo muy renombrado por sus mantillas. Allí, gran número de fábricas manufactureras rivalizaban entre sí, bien por la colección de dibujos, bien por el número, el gusto artístico o el punteado.
El punto o mejor dicho los puntos pueden ser los mismos que se emplean en el encaje quedando todo reducido a un punto de malla más o menos complicado para formar las gasas y un medio punto para formar las flores o los motivos de adorno. Pero parece que los puntos exclusivos de la blonda son el llamado punto inglés y el punto sencillo que se conoce con el nombre de garbeta. La malla se hace con seda muy fina llamada cabello de seda retorciendo una hebra sobre otra para hacer la brida que forma la red; y para el medio punto, que debe ser muy tupido, se emplea seda gorda o torzal poco retorcido para que forme una masa cerrada y brillante que se destaque del tul casi invisible que constituye el fondo o punto de malla. La vena o tejido que enlazándose en la labor va contorneando los adornos es de seda lasa.
Las blondas se hacen en banda a lo largo de la almohadilla con un ancho que pocas veces excede los quince centímetros y estas bandas se unen después por las orillas con gran esmero con la aguja y seda fina imitando el tejido de la gasa, operación que se llama entolar — así es como se hacen las renombradas mantillas de Almagro—. Se llama antolax al tejido para flores macizas sin enrejado, fabricado con cinco o seis cabos de hebras unidas o con una doblada pasando ella misma a formar el manojo del grueso indicado.
Se pueden hacer de blonda cuellos, puños, corbatas, etc. siempre que tengan dibujos apropiados a la forma de la prenda que se va a tejer.

## Fabricación industrial
Los primeros ensayos que se hicieron para sustituir el trabajo manual por máquinas, se debieron a los ingleses que hacían tules de diversas clases. Los telares primitivos producían un punto de media tupido, liso y sin claros, pero desde 1780 se tejían motas por medio de un cilindro como el de un órgano, producían un «encarujamiento» o «mota de seda» que se rodeaba de una gruesa hebra por medio de una aguja. Después se inventó el telar para hacer tul de dobles bridas, cuyo fondo se conocía con el nombre de tul de bobinas. Sobre este tul inglés se bordaban o cosían flores para hacer las llamadas aplicaciones de Bruselas.

## Tipos de blondas
La perfección y calidad de las blondas depende de su finura, de la regularidad de su tejido y de la blancura que se ha sabido conservar a la seda. 
Se pueden hacer blondas de colores mezclados pero rara vez, por ser de poco uso. Se guarnece de felpilla fina el contorno del antolax y blondas que las mujeres llevan en invierno y entonces se llaman felpillas. El gusto, la moda o el capricho varían los dibujos de las blondas así como sus denominaciones y tienen o no estimación o valor; algunas de estas últimas han subsistido constantemente:
- siempre se llama de culebrina aquella blonda cuyo tejido continuado serpentea entre dos carreras de mallas.
- punto de Rey es aquella cuyo gran tejido representa un abanico lleno y bordado en la base por el centro.
- de perejil, la blonda cargada de una infinidad de motitas que se parecen bastantemente a las hojas de esta planta.
- se ha dado nombre de blonda de hilo a la miñoneta a una especie de encaje que se hace en el fondo claro y que se parece al fondo de la blonda conocida en Francia con el nombre de tulla. Se fabricaba particularmente en Normandía, Caen, Bayeux y Lorena.[5]